# 2019冠状病毒病阴谋论
2019冠状病毒病阴谋论，是指與2019年所爆發的2019冠狀病毒病疫情有關的陰謀論。
過去時代針對疫病的陰謀論眾多，例如黑死病（鼠疫）時期將疫情怪罪至女巫等亂象，《麻省理工科技评论》专文指出新型冠状病毒是第一个真正的社交媒体“資訊疫情”（infodemic）。

## 中國武漢實驗室释放与洩露論
2019冠状病毒病武汉实验室释放与泄露论，是指與2019年所爆發的2019冠狀病毒病疫情有關的和中國科學院武漢病毒研究所相關的調查結果或者推測。

## 美国起源论

### 美国基因武器与美军传入中国论

#### 论点
有网民发表標題為《细思极恐，当年中国非典，是美帝对我们的生物战》和《华大基因事件细思极恐》的文章，称此次肺炎是因为“华大基因出卖中国人的基因信息，美国人针对中国人的基因投放病毒”。实际上，类似的阴谋论在非典时期就已流传。
2020年1月26日，中国大陆民间军事網站西陸網刊文認為病毒是美国人工合成的，“可精准攻击华人”。而2月初後西陸網已撤下該文章。
有关传播方式，持此观点者多认为美国借第七届世界军人运动会之机投放病毒。第七届世界军人运动会于2019年10月下旬期间于武汉举行，其中就有来自于美国的军人运动员。在此赛事上美国运动员收获0金牌，被指“心不在焉”，从而进一步得出美军运动员实为美军生化兵的结论。另据报美方招待所离疫情最初的爆發点華南海鮮市場相距不远。
中國大陆有网友发表文章《中国才是吹哨人 美国是新冠病毒的老巢》稱新型冠状病毒事实上源于美国，正是美国的瞒报和不作为导致美国军人在参加军运会时将病毒带进武漢造成在当地大范围传播并最终被确认为新型冠状病毒，正有如1918年流感大流行起源于美国，却只因西班牙最先报道而得名“西班牙流感”一样。亦有網絡文章宣稱軍運會期間有5名外籍運動員因身患輸入性傳染病，在比賽期間被送往武漢市金銀潭醫院。有網民據此提出COVID-19「零號病例」的猜測。
2020年3月12日，中華人民共和國外交部發言人趙立堅引用相關視頻，在Twitter上表示，“美国疾控中心主任被抓了现行”，要求美国解释美国零号病人是在什么时候出现的，要求美方透明、公开数据，并称病毒「可能是美軍帶入中國武漢」，趙立堅表示“美国当季有3400万流感患者，20000人死亡，请告诉我们，这其中有多少人与新冠肺炎有关？”。趙立堅又援引一家加拿大網站Globalreserch.ca的文章，以圖證明是美國軍方的細菌武器病毒洩露，導致新冠肺炎疫情，然後由參加武漢軍運會的美國軍人將病菌帶到武漢。

#### 调查与反驳
事实上2003年世界军人运动会、2007年世界军人运动会、2011年世界军人运动会、2015年世界军人运动会这四届军运会中美国的表现一直不佳，美国金牌数均不超过2个，金银铜总奖牌数均不超过10个。2019年美国金牌数为0，金银铜总奖牌数为8个，与这四届的表现并无太大区别。
2020年1月26日，内蒙古通辽市科左后旗朝鲁吐镇居民满某在快手上发表名为“经典话题：不听的后悔一辈子”的短视频，在视频中编造说“现在的新型冠状病毒引起的肺炎，是美国向中国使用病毒基因武器造成的”。该视频在快手的播放量达到近一万四千次。据2月8日内蒙古卫视《内蒙古新闻联播》报道，该男子因传播虚假信息，被处以行政拘留十日，并处罚款五百元的行政处罚；2月9日人民日报客户端和环球网亦转载此报道。
2020年2月底，上海市新冠肺炎临床救治专家组组长、复旦大学附属华山医院感染科主任张文宏接受中新社采访时表示，中国只有武汉最先出现COVID-19，如果是外面传到中国来，应该是几个中国城市同时发病，而不是有时间先后。他又说，病毒的源头是一个敏感的问题，但是一定要有“确切的依据”，故不认同病毒来源自中国境外。RFI中文称相关报道已从中国大陆官方新闻网站中删除。
针对有阴谋论认为武汉金银潭医院在军运会期间收治的外籍军人所患疾病是新冠肺炎，金银潭医院院长张定宇在接受《南方周末》记者采访时表示，“武汉军运会期间，我们接收的五名外籍运动员，患的都是疟疾”，“这都是不需要辟谣的内容。”。
3月20日，台灣事實查核中心針對一段以「还中国一个公道！霉国终于承认新冠性病毒就是美国流感！真相终于大白天下了」為標題的影片作出查證，指出該文影片中該名美國民主黨國會議員質詢的焦點，是醫療機構缺少篩檢試劑時是否可能出現有新冠肺炎病患誤判為流感的情況，且該段對話並未討論新冠病毒的來源。美国自由亚洲电台同樣解释称，趙立堅引用的視頻中的問答環節的背景是，美國民主黨國會議員懷疑当局檢測不力，因此質詢疾控中心負責人是不是目前（today）在被認為患有流感的病人當中，實際上有可能檢測出的新冠狀病毒感染者。

### 德特里克堡

#### 论点
2020年3月，中国外交部发言人赵立坚在推文中引用了赖瑞·罗曼诺夫（Larry Romanoff）发布于加拿大全球研究机构（Global Research Canada）网站的文章，文章称“参加世界军人运动会的美国军人把SARS-CoV-2从迪特里克堡带到武汉”。“数字鉴识实验室”（Digital Forensic Research Lab）的报告指出，“加拿大全球研究机构”有传播阴谋论和政治宣传的历史。。
2021年1月，中国外交部呼籲美國开放德特里克堡基地，请世界卫生组织专家到美国开展溯源调查。
7月17日，《环球时报》发起网络联署请愿，呼吁世界衛生組織调查迪特里克堡生物实验室。据《澎湃新闻》报道，截至7月21日晚已有超過500万名中国网民在联署网站上签名。一些媒體指出，參與的網民在聯署網站上只需要點一下鼠標便可簽名。
7月18日，《人民日报》海外版引述毛罗·撒蒙特（Mauro Gia Samonte）发表於《马尼拉时报》的文章《德特里克堡疑团重现》，作者称美国政府对德特里克堡实验室的可疑情况没有及早调查，让人懷疑。毛罗·撒蒙特的文章引述了他于前一天（2021年8月7日）在《马拉尼时报》的专栏文章，这两篇文章大量直接引用了赫尔曼·蒂乌·劳雷尔（Herman Tiu Laurel）为《环球时报》写的文章，他在8月7日的专栏中说：“我引用了赫尔曼·蒂乌·劳雷尔为《环球时报》撰写的一篇文章的大部分内容。”他在8月8号的文章中说：“下面仍然是我在周六的专栏中引用了赫尔曼·蒂乌·劳雷尔的一篇文章。” Polygraph.info有文章稱撒蒙特的評論文章引用了多個陰謀論（如美國電子煙事件及美軍武漢播毒論等），屬於「假新聞」。
7月30日，一篇名为《实锤！新冠病毒通过美军血液项目，由德堡进入欧洲》的文章在中国社交媒体广泛传播。这篇文章的出处是7月7日意大利媒体《声音的力量》（或譯《眾聲之聲》）（La voce Delle Voci）負責人安德里亞·辛克格拉尼（Andrea Cinquegrani）發表的文章，名為《不只是中國 / 獨家——大疫溯源自美國德特里克堡》（Non Solo Cina / Esclusivo—La Pista Americana Di Fort Detrick Per L’Origine Della Pandemia），文中宣稱「不只是中國在散播病毒」及「美军通过武装部队血液项目（ASBP）将德特里克堡新冠病毒传入欧洲」。7月13日，該文被翻譯為英文後刊登在新聞收集網站《世界新聞網》（wn.com）。7月29日，《科技日報》記者張夢然以該文為資料來源，發表文章《路徑清晰！歐洲發現的新冠病毒來自德特里克堡！》。《實錘！新冠病毒通過美軍血液專案，由德堡進入歐洲》一文大部分內容來自張夢然在《科技日報》發表的報導。英國廣播公司有文章稱，《眾聲之聲》的規模小且多次發佈無根據理論，質疑相關说法並不可靠。
据中国中央电视台报道，俄罗斯“自由媒体”网站7月31日发表了一篇题为《新冠病毒源头——美国德特里克堡？》梳理美疫情暴发时间线的文章，称“德特里克堡关闭与‘不明肺炎’扩散并不是巧合。”8月5日，中国科学报称德特里克堡是新冠溯源最大疑点。
8月25日，中华人民共和国外交部发言人在例行记者会上回答中国央视记者提问时說，2500万网民联署调查该地的公开信已递交给世界卫生组织总干事谭德塞，並表示对于迪特里克堡的相关活动「不合法、不透明以及不安全」早有严重关切。8月27日，赵立坚在例行记者会上回答香港中评社记者提问时，稱德特里克堡“在冠状病毒研究方面有黑历史”，安全记录也不佳，在疫情暴发前还发生过安全事故，要求美方邀请世卫组织调查德特里克堡。

#### 调查与反驳
2020年3月17日，自由亞洲電台發表報導指GlobalResearch.ca是加拿大一個爭議網站，網站上充斥各種謠言及陰謀論，有關消息已被查證機構列為不實資訊，報導又提及中國駐孟加拉大使館於臉書專頁3月13日引用GlobalResearch.ca中聲稱有病毒源自於美國的「最新證據」，但其連結一登出，就被臉書偵測為不實資訊。根据GlobalResearch该文自述，其作者为退休的管理顾问及商人，在复旦大学任访问学者教EMBA案例分析。此外，该文章的参考文献中尽管对一部分基础事实标注了较可靠来源，但大部分关键论据及推论却完全来自于一篇微信公众号文章，而此文章并未标注原始出处。
2021年8月11日，美国《外交政策》的《中国简报》栏目发表由副编辑詹姆斯·帕尔默撰写的《为什么中国一直在编造新冠病毒阴谋论》，认为尽管武汉实验室泄漏论同样值得怀疑，但至少有一些事实支持武汉实验室泄漏理论：第一次记录在案的 COVID-19 爆发地点附近有高度安保级别的病毒实验室；德特里克堡起源论的说法相比起武汉实验室泄漏论来说更加荒谬。
10月5日，保障民主联盟（ASD）研究人员发布报告称，自2019冠状病毒病大流行以来，中国政府官员和媒体就一直散布针对德特里克堡的议论。根据ASD收集的数据报告显示，中国政府利用网络搜索引擎的数据真空（data void），填补了新闻显示结果。ASD发现，8月和9月美国将公布溯源报告期间，关于德特里克堡在谷歌的新闻搜索结果被CGTN和环球时报主导，尤其是在8月下旬，关于德特里克堡的误导性消息的频率和数量达到了顶峰，也主导了谷歌的头条新闻功能。ASD指出，搜索引擎会优先考虑最新的内容，这对经常发布消息的行为者有利。因此中国官方媒体（如CGTN和环球时报）源源不断地发布关于德特里克堡的阴谋文章，就会将网络用户直接引导至德特里克堡阴谋论的来源。

### 莫德纳公司制造论

#### 論點
英国极右派媒体The Exposé于2022年3月3日发表了一篇文章声称发现了美国莫德纳公司在2016年2月份申请的专利基因片段與新冠病毒基因有相似之處，以此证明新冠病毒是人工制造的，生产病毒的是美国的莫德纳制药公司。该消息被大量中国媒体转发，包括一些主流媒体。
2022年3月24日“研究证实新冠病毒是美国公司制造”登上微博热搜榜榜首。
2022年3月下旬，據稱一位極有可能掌握了莫德纳公司製造病毒證據的調查專員突遭车祸身亡。

#### 调查与反驳
The Exposé 可信度较低。报道引用的论文中研究团队有将原始新冠病毒的遗传物质信息与美国莫德纳公司资料库中的超百万种碱基序列做对比，但仅发现了19对特有序列与该公司资料库中的相同。《每日邮报》报道最后有英国华威大学医学院病毒学家Lawrence Young对这个研究的评价：“占比太小了，如果硬要找相同的序列，在如此庞大的数据库中总能找到匹配的，这么做意义不大”。
美国传媒教育机构波因特学院旗下的事实查核机构PolitiFact联络了上述学术文章的第一作者、美国俄勒冈大学研究教授安巴蒂(Bala Ambati)。他明确表示，他们一开始就明白这段基因匹配可能只是巧合，并在文中强调了这一点，他们并没有借这篇文章污蔑任何个人、企业或国家。对中文国际新闻进行事实核查的“有据核查”平台日前也发文说，莫德纳的一个基因序列与新冠病毒存在相同序列，并不能证明这个病毒来自实验室。考虑到这个序列也可以在其他生物中找到，它也可能是自然产生的。
2022年3月24日，华大基因CEO尹烨发文表示该观点不可靠，并暗示该观点属于阴谋论。
2022年3月27日，“有据核查”反驳了“掌握莫德纳公司製造病毒證據的調查專員突遭车祸身亡”的传闻，声称传闻中所指的調查專員并没有“撰文揭露莫德纳公司”。

### 核潛艇爆發假說
2020年，4月14號，中國大陸騰訊網發表一則標題為《真相浮出水面，美軍核潛艇發現病毒：2019年12月14日就已經出海》的新聞，文中指「感染病毒的美軍核潛艇是田納西號核潛艇，這艘核潛艇已經在海上航行119天了，剛剛才抵達美軍基策普-班戈核潛艇基地進行休整。發現病毒感染是在大約4月10日。」
經調查性新聞通訊社傳真社查核文中引述的推特消息，發現有關消息見於4月13日推特帳號「sourireyan」發表的推文，指「田納西號戰略核潛艇有8名船員確診新冠病毒肺炎，由此證明病毒源自美國，因為艦上所有軍人離開陸地在海中執勤已119日」，該帳戶也未有正面回覆人們的查詢發對消息可靠性的質疑。傳真社記者進一步發現4月14日開始有更多談及SSBN-734田納西號的推文，主要內容包括：「核潛艇在海中執勤119日」、「潛艇上150名船員全被送院隔離」、「大批救護車包圍住潛艇靠岸的港口」、「病毒源自美國」、「《紐約時報》和Google刪除報道」等。在推特搜尋ssbn734、USS Tennessee、田納西號關鍵字可以找到有關田納西號船員確診的消息，在推特上搜尋田納西號的代號「ssbn734」，發現不少中英文的推文都以類似的句式，質疑嚴重急性呼吸綜合症冠狀病毒2型是如何走進在海中執勤119日的田納西號，同時又質疑《紐約時報》和Google刪除有關消息。
傳真社指出，根據美國海軍媒體USNI News於2月4日的報道，SSBN-734田納西號早已於2020年1月11日回到其於佐治亞州的金斯灣海軍基地，因此該艦在海上執勤119日後在4月10日才發現病毒感染的說法並不可能。而翻查SSBN-734田納西號所屬的官方臉書專頁「Submarine Group Ten」，該艦在2020年3月6日舉行了指揮官輪替儀式，儀式全程公開在臉書直播，可見情況與網上流傳的消息不符。至於該騰訊網報道指現時田納西號「剛剛抵達美軍基策普-班戈核潛艇基地進行休整」，然而該美軍基地位於美國西岸西雅圖的皮吉特灣，而根據美國海軍的官方資料及官方臉書專頁「Submarine Group Ten」，SSBN-734田納西號核潛艇的母港是在美國東南部佐治亞州母港金斯灣海軍基地。此外，美國海軍官方網誌上只見西奧多·羅斯福號航空母艦的疫情消息，沒有提及田納西號有確診個案。

### 製造論
2020年7月，美國右翼媒體辛克莱广播集团旗下的地方电视台在一檔節目中宣稱2019冠狀病毒病是美國國家過敏和傳染病研究所主任安东尼·弗契製造。

### 比爾蓋茲植入論
比爾蓋茲將財產捐出給盖茨基金会，他特別是專注在醫藥方面，疫情發燒後，基金會陸續投資一億美元支援疫苗及藥物研發。疫苗的研發被指是一樁樁的陰謀。在2020年12月底疫苗研發成功之際，羅馬尼亞、泰國與阿拉伯世界開始流傳一支影片，警告世人，比爾蓋茲製造病毒後將透過疫苗計畫「完全統治」世界。說他將趁著疫苗接種植入微晶片，以追蹤與控制人。

### 与“电子烟肺炎”有关论

#### 論點
2020年2月27日，台灣新黨台北市議員潘懷宗在政論節目《這！不是新聞》中暗示新冠肺炎病毒可能是源自美國，其引用一篇中國大陸的研究論文，指從該研究中可發現美國的病毒株有「A、B、C、D、E」共5種類型，但在中国发现的病毒株卻只有「C」一種；且美國過去有許多肺臟纖維化的死亡病例，至今未查出真正原因，因此他判斷新冠病毒起源其實是在美國為結論，他亦認為美國流感死亡1.2萬人，其中有很多可能死於新冠肺炎。又宣稱美國在2019年爆發的跟電子煙有關的肺炎也是新冠病毒引起。
2021年8月5日，中国科学报称中国科学家认为不排除“电子烟肺炎”和新冠肺炎之间存在关联的可能性，原因是这种“电子烟肺炎”的病症与新冠肺炎症状极为相似。
2022年3月15日，中国日报报道称，武汉新冠肺炎疫情暴发疑似于2019年7月美国暴发的“电子烟肺炎”有关，病毒通过冷链运输的龙虾传播到湖北武汉，该新闻被多个媒体转发。

#### 调查与反驳
騰訊新聞旗下“較真”平台在騰訊網上以《台灣節目說新冠病毒源頭在美國？拜託專家，請認真讀論文》為題发表文章，批評台灣新黨台北市議員潘懷宗說法荒謬，指電子煙肺炎與新冠肺炎完全不一樣，從電子煙肺炎患者的肺泡灌洗液裡也沒有檢測出新型冠狀病毒。文章还指出，從進化上看，A家族比較早（爺爺輩），然後依次是B（父輩），C（孫子輩），再衍生出D, E。從論文中看，美國的病毒其實來自4名患者，第一個華盛頓州患者提供了3個基因組序列，另外3個分別是在加州、威斯康辛州、亞利桑那州確診的患者，這3名患者提供的基因組包括8個單倍型，覆蓋了5個所有的家族。文章指出，論文的重點想說明的是，來自華南海鮮市場有關患者的病毒，出現在進化的孫子輩裡，在進化上並不是最早的病毒。也就是說，在華南海鮮市場爆發肺炎之前，病毒已出現在武漢。文章又批評解讀成美國是病毒的源頭為荒謬：「這就像找來一些人做了基因調查，發現美國調查到的華人，基因的同源性覆蓋了中國的所有省份；而調查中查到的來自中國國內的人，發現主要只是南部幾個省，然後便荒謬做出一個結論：中國人源自美國。」
《经济日报》邀請蘭州大學研究員趙序茅進行研判，他指出該台灣節目上展示的中國大陸論文並沒有「直指美國是源頭」，只能說「祖父級」病毒有出現在中國深圳和美國，根本無法得出病毒源自美國，他又表示「根據基因組分析，新冠病毒的源頭並不在華南海鮮市場。其源頭究竟在哪，還需要相關研究者的繼續追踪，但根據目前的相關研究，應該還在武漢。」此外，該論文的研究團隊對爺爺輩單倍型H13和H38的病毒樣品溯源（根據蘭州大學研究員趙序茅的解讀，新冠病毒有如一個家族企業，H38和H13是病毒的第一代創始人，可稱之為爺爺輩單倍型），發現他們分別是來自深圳的病患（廣東首例）和美國華盛頓州的病患（美國首例），而追踪爺爺輩單倍型H13和H38患者的感染時間和活動軌跡，論文研究團隊發現兩名患者的旅行記錄顯示，他們應該都是2019年12月底至2020年1月初在武漢活動期間被感染，認為兩個爺爺輩單倍型H13和H38來自武漢。就當時在武漢樣本中為何沒檢測到爺爺輩單倍型的問題，論文研究團隊認為，這可能是因為現有樣品主要採自幾家定點醫院，而且樣品採集時間局限於2019年12月24日和2020年1月5日。趙序茅表示，武漢病毒樣品採集時間較晚。隨著病毒的推陳出新，其單倍型不斷壯大，多樣性不斷豐富，他指出：「武漢因為採集時間較晚，此時爺爺輩的單倍型很有可能已經被父輩、孫子輩的單倍型替換了。」
有报道指出，“电子烟肺炎”无传染性，患者较年轻，少发热症状，并且“电子烟肺炎”的确诊本就要求排除感染因素。若“电子烟肺炎”与2019冠状病毒病有关，则可以通过检测IgG抗体的方法追溯。因此“电子烟肺炎”与2019冠状病毒病没有关联。

### 外交回应
2020年3月12日，中华人民共和国外交部新闻司司长、外交部发言人华春莹表示，“罗伯特·雷德菲尔德博士透露：之前在美国诊断为流感的一些病例，事实上患的是新冠肺炎。将冠状病毒称作‘中国冠状病毒’，绝对是错误的、不恰当的。”
2020年3月13日，中华人民共和国外交部发言人耿爽表示，国际社会对病毒源头问题有不同看法。中方始终认为，这是一个科学问题，需要听取科学、专业的意见，「面對疫情，國際社會應該同心協力，而不應該相互攻擊指責，這完全不具建設性」。
2020年3月13日，美國國務院召见中華人民共和國駐美國大使崔天凱抗議中華人民共和國外交部發言人趙立堅有關美軍傳入病毒的指控，並發表聲明指傳播陰謀論是「危險及可笑的」，美國不會容忍。美國總統特朗普在白宮記者會上回答記者提問時，表示大家都知道病毒是從哪裡來的。
2020年3月16日，中华人民共和国外交部表示，已就美国召见中国驻美大使提出反交涉。中国外交部指，“美方在北京、华盛顿向中方提出了无理的交涉，中方当场也就一段时间以来个别的美国高官和国会议员借疫情发表攻击和抹黑对中国的言论，向美方提出了反交涉。”
2020年3月17日，中華人民共和國駐美國大使崔天凱接受Axios及HBO採訪時，在被问到“您知道是谁在散播这些疯狂的阴谋论（病毒来自美国军方实验室）”时，崔天凯回应称“我认为这是始于美国的，你看了我（2月19日）接受《面向全民》的采访，我们谈到这里有人散播疯狂言论。”對於趙立堅引起爭議的言論，崔天凱稱自己代表中國國家元首及政府，而非「某個個人」，讓採訪者自行向他查詢。
美东时间2020年3月19日，美国总统唐纳德·特朗普在回应记者提问时否認使用「中國病毒」稱呼新冠病毒是種族主義，以及反擊中國政府提出的病毒可能是美軍傳播的說法：「因為它（病毒）來自中國。這根本不是種族主義。根本不是。它來自中國。這是為什麼。它來自中國。我想說得準確。他們的地方。……中國在某一刻試圖說，這個東西也許是美國軍人造成的。不可以這樣。不會這樣的。只要我還是總統，就不會。它來自中國。」
同日，中华人民共和国外交部回应指，对特朗普的此番言论表示坚决反对和强烈谴责，“一段时间以来，美国的一些政府高官和国会议员借疫情发表了不少攻击抹黑中国的言论。这些言论不尊重科学，不尊重世卫组织的决定，借新冠病毒对中国进行污名化”。
2020年4月7日，赵立坚时隔一个月再次主持外交部例行记者会，对日本记者提问新冠病毒源头问题回应称“我在推特个人账户上提出的疑问，是对前一段时间美国一些政客污名化中国的反应，也反映了中国很多人对这些污名化做法的义愤。”

### 媒体及學者评论
美国《華盛頓郵報》報道指，在2020年3月初在中國突然冒起大幅增加的反美言論，儘管每一個國家的網絡都會充斥很多陰謀論，但這個星期（3月初）在中國突然冒起大幅增加的反美言論，卻不啻令人有所質疑，畢竟在這個網絡言論檢查得巨細無遺的國家，任何人一旦言論有違國家政策，很快都會被警察抓起來，控以散播不實謠言罪名的。法國《解放報》發表社論文章認為，中國官方在疫情剛出現受控跡象就「大開宣傳工具」，又認為在鐘南山首次對病毒來源是否是中國提出質疑之後，中國外交部以及官方媒體便高調宣傳和不加於遏制病毒可能來自美國的陰謀論。社論文章又認為中國官方宣傳的目的，可能是要「讓全世界忘記中國政府在病毒出現的最早期至少浪費了三周的控制病毒擴散的黃金時期」、「使大家永遠忘記李文亮醫生以及其他因公布真相而受到懲罰的人們」。法國《十字架報》發表文章認為中國正在「重新書寫武漢病毒的歷史」，又指中國政府正在國際社會展開大規模的宣傳，試圖使中國人以及國際社會忘記病毒的开始爆發地点及其爆發國。
有報道引述《柳葉刀》雜誌稱，病毒可能是由美國實驗室設計，或者從美國實驗室逃脫的。但法國國際廣播電台質疑相關報道是扭曲專家說法，刻意採用錯誤翻譯誤導讀者。
香港媒體香港01認為，中国外交部发言人耿爽於3月13日的言論，是他對「倉促認定『美軍起源說』」的趙立堅的一個提醒。《南華早報》有報導指，儘管現時世界上的頂尖科學家都未能最終確實新冠病毒的源頭，也未能找到「零號病人」，但一些中國和美國政界人士似乎認為自己比那些頂尖科學家知道得更多。
柏林墨卡托中國研究中心學者盧可瑞（Lucrezia Poggetti）表示：「不應低估中國在國外影響敘事和觀點上的能力……研究中國的專家很容易地敏感發現中國的宣傳工作，但是對大多數人而言比較困難，例如在不熟悉中國政治制度的歐洲。」美國華盛頓特區《金融時報》社長理查德·麥格雷戈認為，中國外交部當中可能有些人認為趙立堅的推文很不恰當，但是中國外交官們都一致地在應對此事或其他事上採取更具好鬥性的姿態。他又認為趙立堅碰巧比其他人更討厭，更願意突破外交界限，但是他越來越代表中國外交主流。
中國國際關係專家時殷弘形容趙立堅的推文是他的「個人見解」，與外交部新聞發布會上的評論相比並無多大意義。他表示諸如病毒起源之類的重要問題應由世界各地的科學家來決定，趙立堅的說法只會為美國的鷹派提供彈藥，又認為兩國現在的首要任務是遏制病毒並確保經濟。一名北京中國學者在微信上批評趙立堅的言論，指其將進一步損害中美關係。他批評趙立堅作為政府發言人應謹慎言行，不應該毫無理由地將一些常見的傳聞當作是「證據」，又說「不明白這種脾氣暴躁的人如何能夠在他的生涯上如此迅速地步步高升」。
中華人民共和國持不同政見者、作家胡平指，Globalresearch.ca是一家著名的陰謀論網站，赵立坚援引的文章提到美國一個軍事生化實驗室，並在沒有給出證據下說病毒是從那個實驗室出來的；此外，胡平又指中國大陸媒體《南方人物週刊》已報導過，確實有5個外籍軍人運動員在軍運會期間患病，但患的是瘧疾，與新冠肺炎無關，而且還不能確定那5個患者是美國軍人。
美國共和黨聯邦參議員约什·霍利（Josh Hawley）發推文說，趙立堅在推特上把他列入了黑名單：「我很高興地報告，這位中國外交部小丑把我屏蔽了，因為我敢於挑戰他有關美國要為新冠病毒負責的明目張膽的謊言……事實是，中國共產黨在這個病毒上對本國公民和世界說了謊，他們要負責。」
3月13日，《环球时报》指，中国大陆有观点认为，「美国的国务卿、总统国家安全顾问，还有那些参议员，都在怎样说中国，和总统一起红脸白脸的，中国的外交部发言人在个人推特上质疑美方并要求一个解释，无论从常理还是外交策略上说，都不过分」。主编胡锡进认为，“本来抗疫应该是中美合作的时候，但美国率先对华攻击，挑起争执，不断对中国落井下石，中美近来的摩擦显然责任在美方”，「所有这一切都不意味着我们停止自己的内部反思。」就中國外交官趙立堅的言論爭議，胡錫進表示「外交是很專業的領域，中國外交官如何對外說話，其中的語境有着普通人未必了解的微妙。建議給外交官更大的對外表達空間。」
《北京晚报》認為美国指责中国的论调离谱，“美国对病毒认识不够是中国的锅，防控工作滞后是中国的错，似乎美国疫情与美国政府没有一点关系。堂堂国务卿竟无丝毫担当，纯粹一副耍无赖的嘴脸。”
3月14日，《环球时报》引述石英网报道表示，美国参议员汤姆·科顿早些时候称该病毒“可能源于武汉的病毒实验室”，该说法遭到中国驻美国大使崔天凯和多家美国主流媒体批驳，但科顿仍拒绝收回。并引述观点指，“我认为这是合理的，无论有没有证据。为什么我们只能看到西方政客用虚假的理论攻击中国，而不能质疑这种病毒起源于美国？我们要求的只是透明度。”
《紐約時報》有文章指，「美軍把疫情帶到武漢」的說法雖然毫無證據支持，但此觀念已得到中國外交部的正式認可，又指趙立堅利用推特這個在中國被封鎖的平台推動一場「聲勢浩大且強硬」的新外交攻勢，又指中方此舉最可能的目的，是透過在中國內外「播下混亂、或至少是不確定性的種子」，以圖轉移人們對中國在疫情爆發初期犯下的錯誤的注意力。
BBC中文网認為，趙立堅的相關發言被媒體和網民戲稱為「甩鍋」，卻也顯示中國對自身形象與病毒掛鉤的堅決反對。
哈佛大學教授葛維茲（Julian B. Gewirtz）認為，中方把圍繞着這場危機的敘事看作是一場「國際角逐」。他認為中方散播的陰謀論是這場角逐的「新的、低級的前線」，又指這些「大音量」的少數中國官員似乎沒有意識到，在中國希望被世界各地視為「積極貢獻者」的時候，兜售陰謀論「完全是自拆擂台的行為」。
3月18日，俄罗斯卫星通讯社认为，“这些外交言辞的背后是两个简单的事实。美国声称，中国没有及时对新冠病毒的爆發做出反应，因此没能避免大流行。中方对此表示，新冠病毒的来源还尚未确定，美国军方有可能将其带到武汉”，“特朗普政府似乎已经决定，现在可以将任何问题归咎于中国，甚至到了极其荒谬的地步。美国医院没有足够的口罩，据说也是中国的错。”
3月18日，香港大學微生物學系講座教授、中國工程院院士袁國勇及同系名譽助理教授龍振邦在《明報》上撰文，指流行病學研究明確顯示病毒的初期擴散點為華南海鮮批發市場，批評中國指新型冠狀病毒由美國傳入的說法毫無實證，又指為滿足慾望繼續食野味，「中國人陋習劣根才是病毒之源」。当晚， 龍振邦及袁國勇宣布撤回文章。二人表示，「文章表達不適當，用詞甚至有錯誤，並非原意，希望外界不要把我們捲入政治，留給我們一個空間研究。」據香港01了解，二人撤回文章是因為文中曾用中華民國一詞指代台灣，與批評美國毒源論貽笑大方無關。

### 其他研究
2020年4月，西雅圖流感項目的研究人員對2020年1月採集的3800份流感樣品中的新冠病毒進行檢測，發現全是陰性。研究人員又檢測了2月採集的3308份流感樣品，第一個陽性樣品是在2月21日，反駁了「新冠病毒早就在2019年在美國傳播」的說法。

## 意大利来源论

### 论点
2020年3月21日，国际肾脏病协会前主席、意大利马里奥·内格里药理研究所主任朱塞佩·雷穆齐在接受美国全国公共广播电台访问时表示，他现在听到来自全科医生的消息，“很多肺炎是在老年人中，在2019年12月乃至11月时”，“之前，病毒就至少已经在意大利伦巴第北部地区传播起来了”等言論。雷穆齊的言論被一些中國媒體解讀為「早於嚴重特殊傳染性肺炎疫情在中國爆發前就已在義大利傳播」，相關報導被大量微信公眾號編輯轉載，更引發了有關「嚴重急性呼吸綜合症冠狀病毒2型是否源自義大利」的討論和想像。
隨後2020年3月21日下午5時30分，《環球時報》就在其微博賬號發表標題名為「意大利知名专家：中国疫情爆發前病毒或已在意大利传播了」的報導，然後很快便被包括中國中央電視台及中國環球電視網在內的多個中國大陸媒體轉載，而在微博也存在大量指稱有鐵證是「意大利病毒」的信息。
《環球時報》在3月21日的報導中，先引用意大利米蘭薩科醫院生物醫學科學研究所所長西莫·加利（Massimo Galli）博士在2月時表示，他率領的科研團隊已經分離出意大利境內患者新冠肺炎病毒毒株。並通過對中國52種新冠肺炎病毒序列分析研究，結果顯示，新冠肺炎病毒或許在2019年10月底到11月中旬期間就已經出現人傳人現象，他亦表示意大利被感染的患者病毒源似乎和中国没有联系，现在还无法确定患者中有过中国旅游经历。《環時》在同一則報導又引用国际肾脏病协会前主席、意大利马里奥·内格里药理研究所主任朱塞佩·雷穆齐在3月19日接受美国全国公共广播电台访问時的談話，當時記者問雷穆齐為何意大利在2月21日出現疫情大爆發時會措手不及，雷穆齐在回應美國記者時提及，他现在听到来自全科医生的消息，“他们记得见过这种奇怪的肺炎，非常严重，特别是在老年人中，在2019年12月乃至11月时”，“这意味着在我们知道中国疫情爆發之前，病毒就至少已经在意大利伦巴第北部地区传播起来了”，又說「你根本不可能去與你並不知道存在的東西搏鬥」。《環時》稱在中國出現首宗個案之前，有關病毒已於11月在意大利北部倫巴第傳開，暗示病毒的源頭不是中國，而是源於意大利。
德国之声表示，《環球時報》將意大利學者的言論解讀為「早於新冠疫情在中國爆發前就已在義大利傳播」，相關報導隨即被大量微信公眾號編輯轉載，更引發了有關「新冠病毒是否源自義大利」的討論和想像，指引發中國肺炎疫情的病毒是從意大利「進口」，又稱中國不是病毒的源頭，而是疫情的受害者。
德国生物安全研究所(Biosecurity Research)所长亞歷山大·凱庫勒於2020年11月表示COVID-19病毒最早出現在中國，不過現今全球大部分病毒是中國傳至意大利經變異過的病毒。凯库勒的這番話被中國媒體中国环球电视网曲解成「全球疫情起点是意大利北部」。凯库勒得知中國媒體的曲解報道後直指中國媒體是在宣傳。中國網民看到了亚历山大·凯库勒被曲解後的言論後讚揚亚历山大·凯库勒。2020年11月26日，亞歷山大·凱庫勒在德国电视二台的节目中表示，他已多次表示，SARS-CoV-2 病毒最早出現在中國，但中國媒體對他的研究斷章取義，稱他認為意大利是SARS-CoV-2 病毒發源地，而不是中國。。

### 相关回应、调查与反驳
3月12日，西莫·加利表示，經研究發現，新冠病毒可能是經由德國傳播到意大利，不是許多專家最初所認為的是直接來自中國，他表示該名德國病人1月19日至22日之間在慕尼黑與來自上海的人接觸後感染了病毒，又認為疫情在1月25日至26日之間開始在意大利爆發，不過《環球時報》稱病毒在11月已在意大利傳開的報導中，卻沒有提及疑似意大利首名患者曾在德國慕尼克接觸過來自上海的人士。
3月24日，意大利媒體《Il Foglio》以「病毒文宣戰」為標題刊登雷穆齊的回應，報導批評中國《環球時報》對雷穆齊的說法所作的引用，是「對內和對外宣傳，而作出完全誤導的說法和影射。」雷穆齊在訪問中稱「毫無疑問，這病毒是中國的。這次（事件）是大學會拿來教授的教科書例子，顯示出科學資料可以如何因為宣傳理由而被操弄。」雷穆齊斥責有人斷章取義及惡意扭曲他受訪時的談話。
3月25日，香港國際關係學者沈旭暉在臉書公開一名人士向雷穆齊作出的書面查詢，雷穆齊回信表示：「我唯一說過的是，一些全科醫生坦率地告訴我，他們注意到在11月底和12月的幾例嚴重的肺炎，這並不意外，因為大多數傳染病來自無症狀的人，他們很可能是在中國當局告知有疫情發生前從中國來的。」雷穆齐在信中附加了早前答覆記者問題的回答，當中提到：根據最近一期《自然醫學》中的一篇文章，有證據反映當前新冠肺炎來自蝙蝠和穿山甲；武漢市場上有大量使用蝙蝠、穿山甲的商業活動記錄，這幾乎可以肯定是疫情暴发的來源。雷穆齊又指，遺傳學已證實，病毒首先在武漢出現，它可能經過一段時間，再由中國向外蔓延；它其後通過中國人接觸德國人，再傳播到達意大利。他又懷疑早在10月底，武漢就可能已出現新冠肺炎感染。
雷穆齊隨後接受英國《泰晤士報》的採訪中表示，中國官方的有關報導是「扭曲了他的用詞」，容易讓人認為病毒的來源是義大利，又批評相關做法是教科書式的「宣傳手段」，“他本人驳斥那些在中国媒体广泛流传的病毒源于他家乡的暗示”。羅馬生物醫學大學於24日在「醫學病毒學雜誌」（Journal of Medical Virology）發表研究報告，報告指意大利疫情暴发的時間點有兩次，首次病源是直接來自中國，另一次可能是從德國間接傳入，足證「意大利並非疫情發源地，而是疫情受害者」。但在同日有中國媒體在報導意大利首名患者在23日出院時仍然質疑意大利才是病毒的源頭。

## 5G傳播病毒論
有陰謀論認為第五代行動通訊技術（5G）能傳播病毒，導致憤怒的民眾燒毀5G基站，英國當地時間4月2日，英國伯明翰一座21米高的移動信號塔遭英國民眾縱火，消防員歷經兩小時將火撲滅。第二天，默西塞德郡的一座5G信號塔也遭縱火。民眾聽信當地電台播報內容，認為5G能傳播病毒，不斷破壞各地的基地台。
英國《衛報》的報道指，截至4月5日，至少有20座手機基站塔被人為蓄意縱火或蓄意破壞。英國伯明翰和麥西塞德（Merseyside）先後傳出手機基地台遭到燒毀，因為民眾聽信病毒傳播與5G有關，儘管根本沒有絲毫證據。在5G信號塔被人為縱火、蓄意破壞的事件後。一些人通過社交媒體，在4月12日復活節當天，舉行抗議5G的更大規模破壞活動。英國移動運營商表示，在陰謀論的影響下，已經有電信員工遭到威脅，甚至攻擊或辱罵負責架設基地台的工作人員。
英國發生破壞基地台的事件後，荷蘭也出現民眾因認為5G網路基地台會影響人體健康與隱私，結果燒毀當地4座5G網路基地台。
2021年5月初，印度爆发第二波疫情后，社交媒体上流传起了“5G网络测试导致印度第二波疫情”的言论，诸如“5G信号塔辐射与空气混合形成毒性，导致人们呼吸困难和死亡”的说法，试图呼吁人们阻止印度政府进行5G测试。5月10日，印度电信部发文驳斥该说法，表示5G信号塔与病毒没有关系，并指出当下印度根本没有进行5G网络测试。

### 論點
很多分享者試圖傳播一個虛假的陰謀論——認為5G這種用於手機網絡並用無線電波傳播信號的技術，應為新冠病毒的傳播負責。
這一陰謀論最早在一月下旬以Facebook帖子的形式出現，參與者大致分為兩派：
有人聲稱5G可以抑制免疫系統，從而使人們更容易感染病毒。
另一派則稱5G技術以某種方式傳播新冠病毒。

### 相关回应、调查及反駁
英國四大電信運營商發布聯合聲明，駁斥相關說法，認為將5G信號基站與新冠病毒傳播聯繫在一起的陰謀論是危險的虛假信息，是完全錯誤的。
英國內閣辦公室部長戈夫在疫情例行記者會上表示，傳播5G會散布新冠肺炎病毒是十分惡劣的，這種陰謀論根本是垃圾。
英國廣播公司也采訪多位科學家，明確表示將新冠病毒與5G聯繫起來的想法“完全是胡扯”，沒有任何依據，從生物學上講也是根本不可能的。

## 來自俄羅斯的陰謀論爭議
2020年2月，俄羅斯方面一度在社交媒體上發動輿論戰，指美國是新冠病毒的源頭，後來又有俄羅斯的輿論指病毒源頭是英國或拉脫維亞。3月中，由俄羅斯政府控制的衛星通訊社刊出一篇題為「拉脫維亞發明冠狀病毒？為甚麼不可能」的文章，宣稱因為拉脫維亞擁有不少出色的生物學家及藥劑師，足以製造病毒，因此新冠病毒可能起源於拉脫維亞；亦有來自俄羅斯媒體的觀點認為，新冠病毒由英國軍方製造後在武漢做了手腳。此外，一些來自俄方的信息帶出的內容自相矛盾或互相衝突，例如一篇親俄國政府媒體的文章指當恐慌消散時，新型冠狀病毒的死亡人數將比普通流感少得多；另一篇卻形容病毒將為世界帶來末日。

### 相關回應、调查与反驳
有觀察人士懷疑，俄方的宣傳目的旨在通過「散佈不團結及不信任」意識，意圖混淆歐洲公民。歐盟外交與安全政策首席發言人彼得·斯塔诺（Peter Stano）指：「我們觀察到，源自歐盟以外的錯誤信息數量增加，其中一些是俄國人根據政府及親政府媒體提供的消息去傳播。」英國《金融時報》在3月17日引用歐盟內部報告，指俄國政府正發起「大型虛假宣傳運動」，以破壞西方國家民眾對政府回應緊急事態的信心、加劇疫症在西方國家大流行的危機。報導又指，針對意大利的信息，則旨在加劇當地人對國家及國際當局，應對疫情能力的擔憂；向西班牙人傳遞的信息，便從渲染世界末日入手。
3月18日，克里姆林宮發言人德米特里·佩斯科夫否認報道內容，斥一切都是「反俄情緒的荒謬說法、沒有實際證據證實」。俄國官方媒體今日俄羅斯隨後也在網上發表評論文章指，「假如其他方法都失敗，便歸咎於俄羅斯 —— 這似乎是歐盟在處理疫症大流行上轉移視線的做法。」
布魯塞爾智囊機構卡內基歐洲基金會的專家勒格卡（Agnieszka Legucka）認為，俄羅斯的對外宣傳擁有豐富的資源和廣大的覆蓋範圍。她指出自2020年初以來，俄方一直在傳播有關新冠病毒的虛假訊息，目的是引導歐洲人對公共機構的不信任，加劇歐盟的公共衛生危機。她認為那些虛假消息的來源之一是俄羅斯總統普丁的盟友普裡果津（Yevgeny Prigozhin）擁有的一個大型內容農場——網路研究局（IRA）。

## 加拿大大學的病毒被竊論

### 论点
而據《星島日報》報道，有陰謀論聲稱冠狀病毒是中國間諜從温尼伯的國家微生物實驗室偷走，送去中國科學院武漢國家生物安全實驗室，抖音上的陰謀論影片更有35萬人次觀看。英國廣播公司（BBC）指，這則陰謀論歪曲了加拿大廣播公司（CBC）的一則報道，CBC其後亦澄清網上流傳的說法沒有事實根據。
2月4日，生前曾一度从事新冠肺炎研究的加拿大病毒學专家弗兰克·普勒默在肯尼亞開會時突然死亡，其死因並沒有被公布。有人認為他領導的加拿大P4實驗室国家微生物实验室，是中國學者邱香果夫婦在2019年8月被指控參與千人計劃犯下間諜罪的地點，所以兩者有關。2月5日英國廣播公司（BBC）訪問美國羅格斯大學生物學家理查德·埃布萊特，他認為現時無任何證據顯示病毒經過人工改造，同時補充稱不代表可以「完全排除」德国柏林夏里特医学院病毒研究所病毒泄漏事故進入人群的可能性。

### 调查与反驳
1月28日，加拿大公共衛生局出面否認这一則「毫無事實根據」的網傳陰謀論。英國廣播公司（BBC）指，這則陰謀論歪曲了加拿大廣播公司（CBC）的一則報道，CBC其後亦澄清網上流傳的說法沒有事實根據。

## 中国隱瞞研究成果論

### 病毒基因序列被隱瞞17天論

#### 论点
2020年2月18日起，以《雪梨晨鋒報》為主的一批西方報紙提出一理論，認為北京一開始被稱讚快速分享了病毒的信息為假，因為頂級期刊《柳叶刀》於2月11日刊登的一篇學術論文認為中國早在12月26日就測出了病毒的基因，卻在17天后的1月12日才向國際社會公佈，所以是蓄意欺騙。

#### 调查与反驳
其加工曲解的所謂《柳叶刀》期刊論文為〈From Hendra to Wuhan: what has been learned in responding to emerging zoonotic viruses〉一文，由杜克—新加坡国立大学医学院教授王林发等人撰写。其原文是探討柯霍氏法則問題，引用中国在2019年12月26日一個研究專案中就已初步测出了病毒的基因组序列，到了1月2日全部研究專題完成才對國際分享，此過程為國際公開資料並非什麼秘辛。另一方面論文本體是探討柯霍氏要求确认传染病的病毒还需要分离出病原体或病毒毒株（isolation of aetiological agents），虽然在12月26日就通过“高通量测序”（NGS）的现代科技从感染者初步测出病毒基因组列，但須等待傳統法則的病毒毒株分離結論才能達到學術上確認要求，是否此種作法在全球醫學學術界需要隨時代改變應該必要時可以考量高通量测序為唯一基礎，原文文意沒有任何指責之意只是探討學術方法論。

## 藥廠疫苗隱藏論
2020年7月，美國流行樂壇天後瑪丹娜在社群平台Instagram分享影片，稱2019冠狀病毒病其實早有疫苗可治，但為讓富人更富所以秘而不宣；隨後Instagram標註此貼文為「假訊息」，並將之刪除。

### 辉瑞进化病毒牟利论
2023年1月23日据《大河报》报道，美国极右翼组织“真相工程”近日发布一段视频声称其卧底辉瑞公司暗访辉瑞研发部门高管得知，辉瑞公司边制造变种病毒边卖疫苗。并称疫苗生意是“摇钱树”。该名高管在被偷拍并录音后，抢夺并企图销毁录音。目前该辉瑞高管已失联，辉瑞公司正在进行紧急公关。2023年1月27日辉瑞在官网发文回应称，该公司在COVID-19疫苗的持续开发中，未进行功能获得或定向进化研究；但辉瑞与研究者合作，原始SARS-CoV-2病毒已被用于表达值得关注的新变种刺突蛋白以提供一种快速评估现有疫苗诱导抗体能力的方法、确定是否需要更新疫苗。视频中辉瑞高管提及病毒起源于武汉，此信息被美国极右翼群体和反华群体重点炒作，但早期中国大陆媒体在引用原视频时均未提及。

## 病毒非致命及疫情骗局论

### 论点
据意大利晚邮报报导，在意大利有一段15分钟的音频在Whatsapp中流传。音频首先指出中国的疫情并非那么严重，实际死亡人数不超过300人。然后音频点明意大利外长路易吉·迪马约十一月和中国签署了新的一带一路协议，协议将帮助意大利击败法国取得了购买中国商品的优先权；并提到法国于2017年和中方合作在武汉开设了一家遗传学与分子实验学实验室，将三只装有实际致死率为零的新冠病毒的试管送往中国进行实验。随后美国登场，美国认为意大利已经被中国收买，为了制裁中国，只能借法国之手打破试管，宣布病毒传播，并使得「吹哨人」李文亮医生感染，音频认为李之死因是被注射了过量的病毒。当中国受到制裁后，下一个制裁对象就是和中国签署协议最多的意大利。音频称意大利经济最发达的伦巴第大区、威尼托大区和另一个大区遭到封锁，受到经济损失，并指出疫情是最大的骗局，实际上只是美方的制裁。

### 调查与反驳
晚邮报指出了音频中多个有疑问的地方，如认为中国疫情不严重的「朋友」纯属虚构，着重提到击败法国而非欧盟所有其他国家的原因不明，李文亮之死和音频宣称的病毒零致死率矛盾等。

## “中国移动用户减少与疫情死亡数有关”阴谋论

### 论点
香港泛民派時事評論員黃世澤曾多次發表文章批評中國大陸政府在新冠肺炎期間不誠實，又引用中移動用戶人數大幅下跌七百萬，指這可能是新冠肺炎的真實死亡數字。

### 事实核查与反驳
中华网的报导指，2020年1月至2月全国移动电话用户共有15.79亿个，早已突破中国大陆人口规模总量，并且超过的数字将近1.8亿，故不能作为判断人口增减的依据。中华网认为，在疫情影响之下的停工停业等使得很多人的经济收入都受到了影响，特别是集聚性服务业从业者受到的经济收入影響应该是最大的。经济收入减少必然促使其中不少二卡或者多卡用户退网或者销户。毕竟没有那么多营销活动，也就不需要如此多的电话卡。中华人民共和国工业和信息化部信息通信管理局局长韩夏表示，除受疫情影响之外，随着提速降费政策及携号转网政策的全国实施，部分原来有双卡的用户，不再需要单独的流量卡了，这也促使这部分流量卡销户。

## “对比医院停车场及百度搜索数发现疫情或始于2019年8月”阴谋论

### 论点
2020年6月，哈佛大学医学院约翰·布朗斯坦等人团队发表未经同行评审的论文预印本，对比2018年10月和2019年10月这两个时间段，武汉大学中南医院、湖北省妇幼保健院、武汉科技大学附属天佑医院、华中科技大学同济医学院附属同济医院、武汉市中心医院和华中科技大学同济医学院附属协和医院这6所医院停车场由PS Metrics提供的商业卫星照片中车辆数量的变化，发现停车场停车数量增加；以及发现2019年9月武汉市区域在百度搜索引擎检索“咳嗽”和“腹泻”这两个关键词的数量比2019年5月－8月多。并得出结论——COVID-19可能在2019年8月末就开始在武汉传播。

### 相关反驳、回应
《环球时报》对比该论文出示的卫星图，认为四张图中2018年10月与2019年的图片，建筑物所呈现的角度不同，太阳光照射的建筑物所呈现的阴影也存在明显的差异。显示PS Metrics商业卫星照片两张图片的拍摄时间和角度都不同。对于时间问题，《环球时报》认为，如果用一张上午拍摄的停车场停车高峰期的照片对比中午或者晚上等其他停车低峰期的照片，结论并不科学。对于角度问题，2018年的图片中因为建筑物角度问题使得医院露天停车场受到遮挡，直接导致2018年的车辆数量看起来比2019年的数量少了很多。同时，《环球时报》指，论文中提到的湖北妇幼保健院是以妇科、产科等为主的专科医院，并未设有呼吸内科，认为相关研究者对武汉医院分布问题缺乏了解。
另外，该报引述2017－2019年的历年百度指数指，每年秋季在百度搜索引擎检索“咳嗽”和“腹泻”这两个关键词的数量都会较5月－8月多，认为得出该结论过于轻率。
中国外交部发言人华春莹就该论文表示：“我还没有看到你说的这个研究论文，但我觉得如果仅从交通车流量等一些表象来得出这个结论，实在是出奇的荒谬”。

## 对于各类「人造病毒」及「改造病毒」阴谋论的反驳
2020年2月18日国际顶级医学期刊《柳叶刀》在线公佈了一篇通讯聲明，来自8个国家的27名公共卫生科学家签署声明，當天發表後另有281名全球醫學家签名支持並持續增加。該文章明確聲明反對一切關於新型冠状病毒疾病 (COVID-19)是人造武器的所有陰謀理論，同時支持中国抗击2019新型冠状病毒疾病疫情中的科研、公共卫生、医务工作者，譴責疾病起源谣言和错误信息的所有傳播者和幫助傳播媒體。阴谋论除了制造恐慌、谣言、偏见、损害全球共同抗击该疾病的工作外，别无它用。聲明“我们支持世界卫生组织总干事的呼吁：促进科学的论证和团结，而非误传和猜想。”他們首先只針對COVID-19為人造基因產物論的詳細分析認證，至於一種說法為病毒來自大自然但由人為發現萃取後散佈的理論他們不做評價，因為那種說法是刑警與偵探的領域，已經和醫學完全無關。但文章明確指出詳細研究結果已經「壓倒性科學證明」所謂人造病毒論完全破產。来自世界各国的科研工作者已经对引发该疾病的病原SARS-CoV-2的全基因组进行了分析并发表结果，这些结果压倒性证明该病毒和其它很多新发病原一样来源于野生动物。
3月17日，来自哥伦比亚大学、杜兰大学、爱丁堡大学、悉尼大学以及斯克利普斯研究所等高校及研究机构的科学家在国际顶级医学期刊Nature Medicine上联合发表关于新冠病毒起源的文章。文章根据病毒结构得出的一项结论认为新冠病毒「不是在实验室中构建的，也不是有目的性的人为操控的病毒」，因为其不具有「之前使用的病毒主干结构」，并认为新冠病毒可能是一种在蝙蝠体内发现的病毒和另一种穿山甲携带的病毒重组产生的。

### 疑點及跟進報導
2020年12月22日，法國國際廣播電台及法國《世界報》報導，美國非政府組織“美國知情權”（USRTK）依據美國信息管理法獲得的電子郵件發現，於2020年2月18日由國際27名公共衛生科學家簽署刊登在《柳葉刀》的聲明，實際起草人及撰稿人並非該聲明刊登時的第一作者，科羅拉多州大學榮譽教授Charles Calisher，而是名字隱藏在27名簽署者名單中的生态健康联盟總裁彼得·达萨克。刊登時的第一作者Charles Calisher證實，是彼得·达萨克撰寫該聲明初稿並一直主持到最後發表為止。報導稱該聲明故意避免提及實際起草人，僅以“來自頂尖科學家的一封聲明”代替。報導同時指該聲明簽署的27人中有四人都來自起草人彼得·达萨克所屬的組織健康聯盟－－但四人都有意隱藏這訊息。
報導續指，該聲明的所有簽署者都聲稱不存在利益衝突問題。但實際上，這篇刊登在《柳葉刀》的聲明的實際起草人及主持彼得·达萨克在過去十五年間，與武漢病毒所合作發表了二十幾篇論文，並曾資助武漢病毒所的蝙蝠冠狀病毒研究。更為諷刺的是，這位存在利益衝突，並聲稱新型冠狀病毒疾病來自實驗室是“陰謀論和純屬扯淡”（conspiracy theory and pure baloney）的科學家，已被世衛委任帶領10人專家小組，前往武漢調查病毒源頭。
2021年8月18日，来自悉尼大学、加州大学伯克利分校、宾夕法尼亚大学、格拉斯哥大学、爱丁堡大学等高校的20余位病毒学家集體在Cell发表一篇关于新冠病毒溯源的综述性文章。文章根据已有的科学研究认为没有证据表明新冠病毒起源自实验室，没有证据表明任何早期新冠病例与武汉病毒研究所有任何联系。文章还认为新冠病毒更有可能来源于野生动物贸易中人与动物的大量接触。